# Rhadinobracon africanus
Rhadinobracon africanus är en stekelart som först beskrevs av Szepligeti 1911.  Rhadinobracon africanus ingår i släktet Rhadinobracon och familjen bracksteklar. Inga underarter finns listade i Catalogue of Life.